# Grijze grondtiran
De grijze grondtiran (Muscisaxicola cinereus) is een zangvogel uit de familie Tyrannidae (tirannen).

## Verspreiding en leefgebied
Deze soort komt voor van Peru tot Chili en Argentinië en telt twee ondersoorten:
- M. c. cinereus: zuidelijk Peru, westelijk Bolivia, westelijk Argentinië en noordelijk Chili.
- M. c. argentina: noordwestelijk Argentinië.

## Status
De grootte van de populatie is niet gekwantificeerd maar de soort wordt omschreven als vrij algemeen. Op de Rode lijst van de IUCN heeft deze soort de status niet bedreigd.